# Jorge Magalhães (ciclista)
Jorge Daniel Silva Magalhães, nascido em 10 de fevereiro  de  1997 em Marco de Canaveses, é um ciclista português, membro da equipa W52-FC Porto.

## Biografia
Nas categorias de jovens, Jorge Magalhãeres participa em competições em estrada e na pista. Em pista, destaca-se sagrado campeão de Portugal da corrida por pontos nos cadetes, em 2013.. Sobre a estrada, obtém vários sucessos e pódios, sobretudo um título de Campeão de Portugal do contrarrelógio juniores em 2015. Durante este mesmo ano, é seleccionado para a equipa nacional para a Volta do País de Vaud e a Volta do País de Vaud, duas provas da Copa das Nações Juniores]], bem como para as campeonatos mundiais em estrada no mês de setembro, que se mantêm em Richmond nos Estados Unidos.
Para os seus começos nas faixas esperanças em 2016, apanha a equipa elite portuguesa Anicolor. Emerge rapidamente a ganhar a medalha de prata no Campeonato de Portugal do contrarrelógio esperanças. Começando em setembro, classifica-se quarto da primeira edição da Volta dos Campeões, que vê a vitória final do seu colega Fábio Mansilhas.
Durante a temporada de 2017, mostra-se a sua vantagem na as provas do circuito nacional português, terminando sobretudo terceiro da Volta das Terras de Santa Maria da Feira. ou ainda nono e melhor jovem do Grande Prémio Jornal de Notícias. Vence por outra parte o Circuito de Curia, ante o seu colega Francisco Campos.

## Palmarés em estrada

### Por ano
- 2014
  - 2.º do Campeonato de Portugal do contrarrelógio juniores
- 2015
  -  Campeão de Portugal do contrarrelógio juniores
  - 3.º do Campeonato de Portugal em estrada juniores
- 2016
  - 2.º do Campeonato de Portugal do contrarrelógio esperanças
- 2017
  - Circuito de Curia
- 2018
  -     - 5. ª etapa da Volta a Portugal do Futuro (contrarrelógio)
- 2019
  -     - 1.ª etapa do Grande Prêmio Abimota (contrarrelógio por equipas)

  - 2.º do Campeonato de Portugal do contrarrelógio esperanças

### Classificações mundiais
| Ano             | 2018   | 2019  |
| UCI Europe Tour | 1 445. | 1 327 |

## Palmarés em pista
- 2013
  -  Campeão de Portugal da corrida por pontos cadetes